# Ormea
Ormea (piemontesisch Orméa, ligurisch Ormëa) im oberen Tanarotal ist eine Gemeinde in der italienischen Provinz Cuneo (CN), Region Piemont.

## Lage und Einwohner
Ormea liegt rund 90 Straßenkilometer südöstlich von der Provinzhauptstadt Cuneo entfernt auf einer Höhe von 740 m über dem Meeresspiegel in den Ligurische Alpen. Das Gemeindegebiet umfasst eine Fläche von 124 km² und hat 1471 Einwohner (Stand 31. Dezember 2023). Die im oberen Tanarotal liegende Gemeinde besteht aus den Ortsteilen und Weilern (Fraktion und Circoscrizione|Frazioni) Aimoni, Airola, Albra, Alpisella, Barchi, Bossi, Bossieta, Campocomune, Cantarana, Case Rian, Chionea, Chioraira, Eca, Gorreto, Isola Perosa, Nasagò, Pian del Fò, Ponte di Nava, Pornassino, Prale, Pronzai, Quarzina, Santa Libera, Toria, Valdarmella, Villaro und Viozene. 
Die Nachbargemeinden sind Alto, Armo, Briga Alta, Caprauna, Cosio di Arroscia, Frabosa Soprana, Garessio, Magliano Alpi, Nasino, Pornassio, Roburent und Roccaforte Mondovì. 
Ormea ist Endstation der Bahnstrecke Ceva–Ormea.

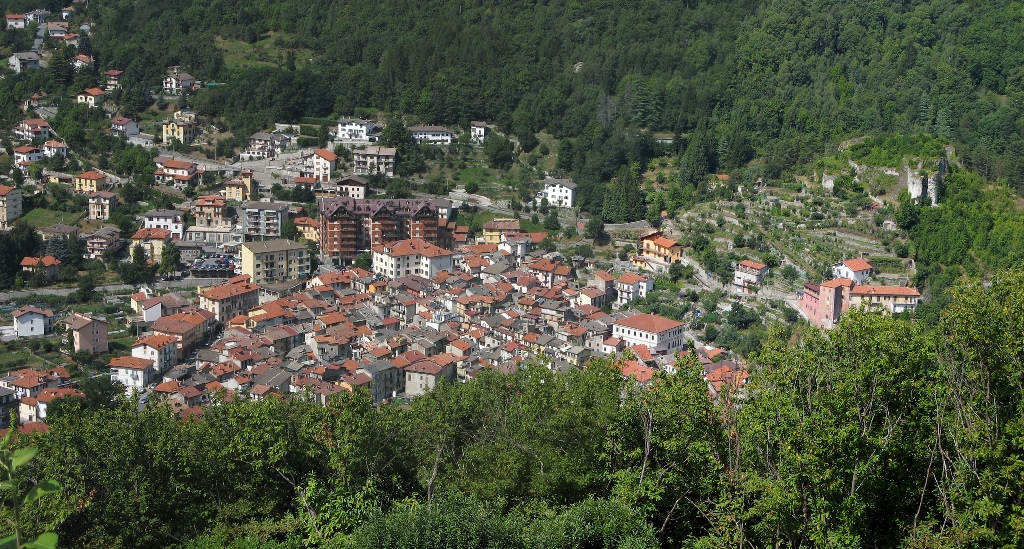
Panorama

## Geschichte

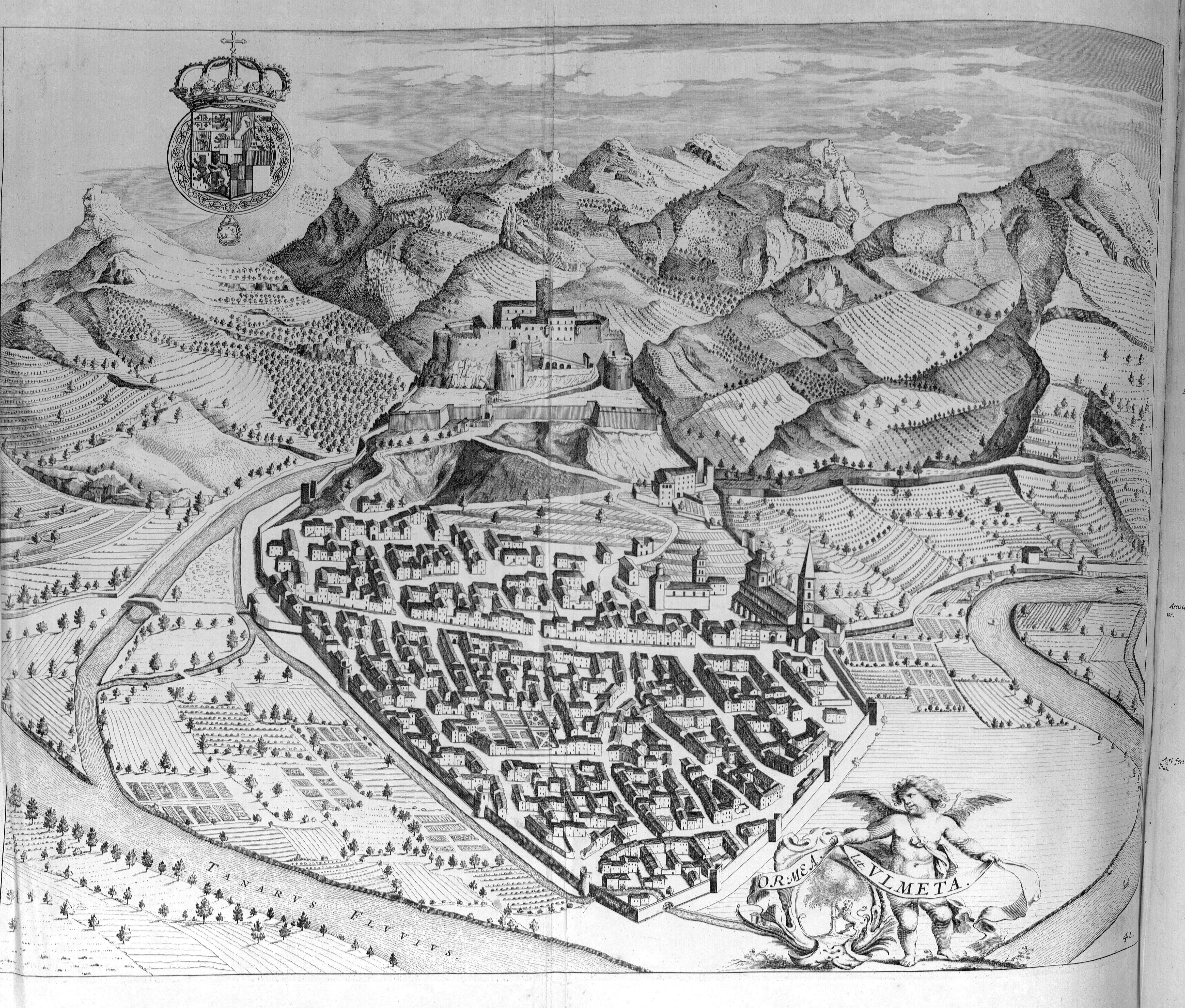
Ormea 1726

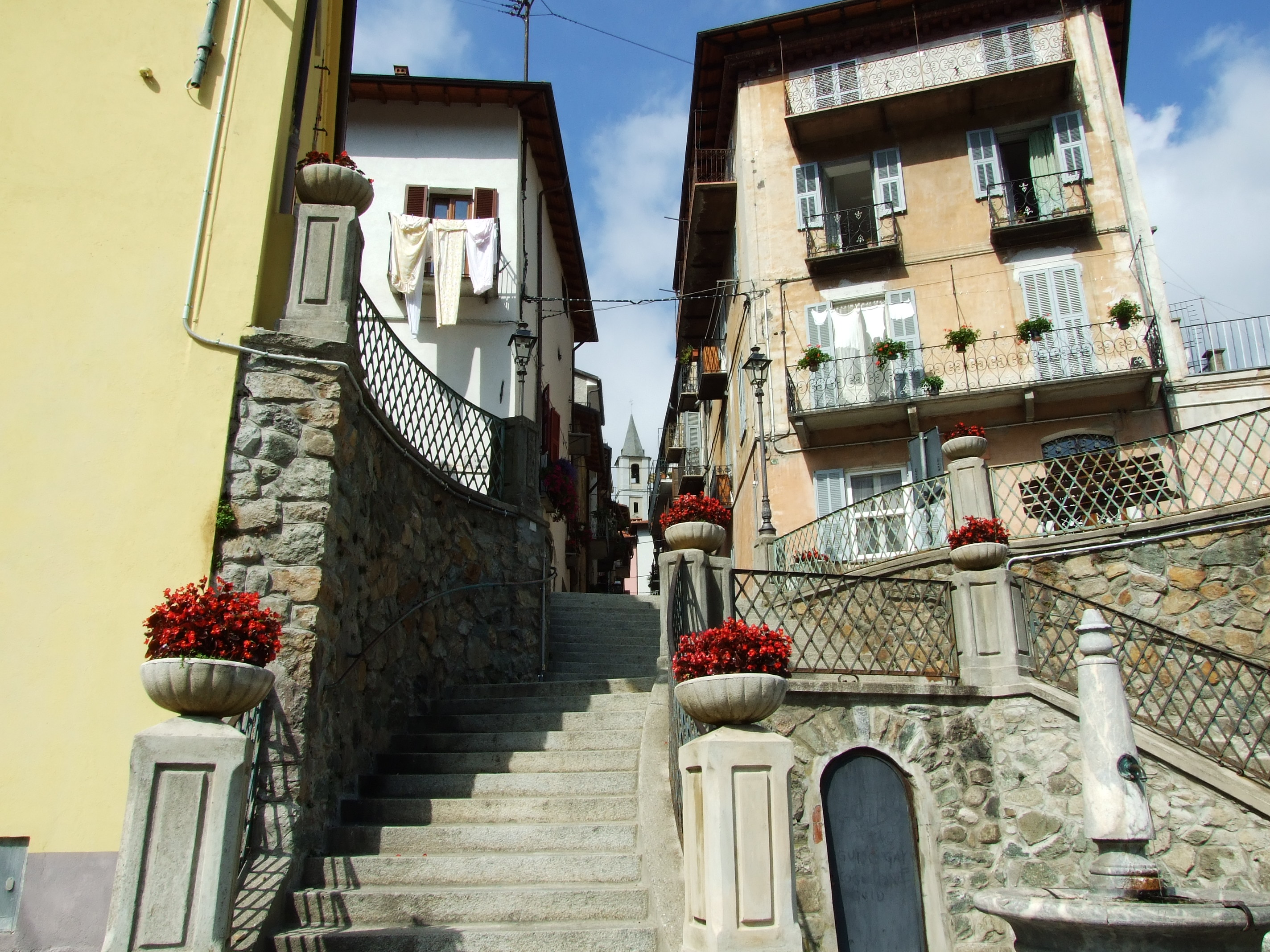
Ormea

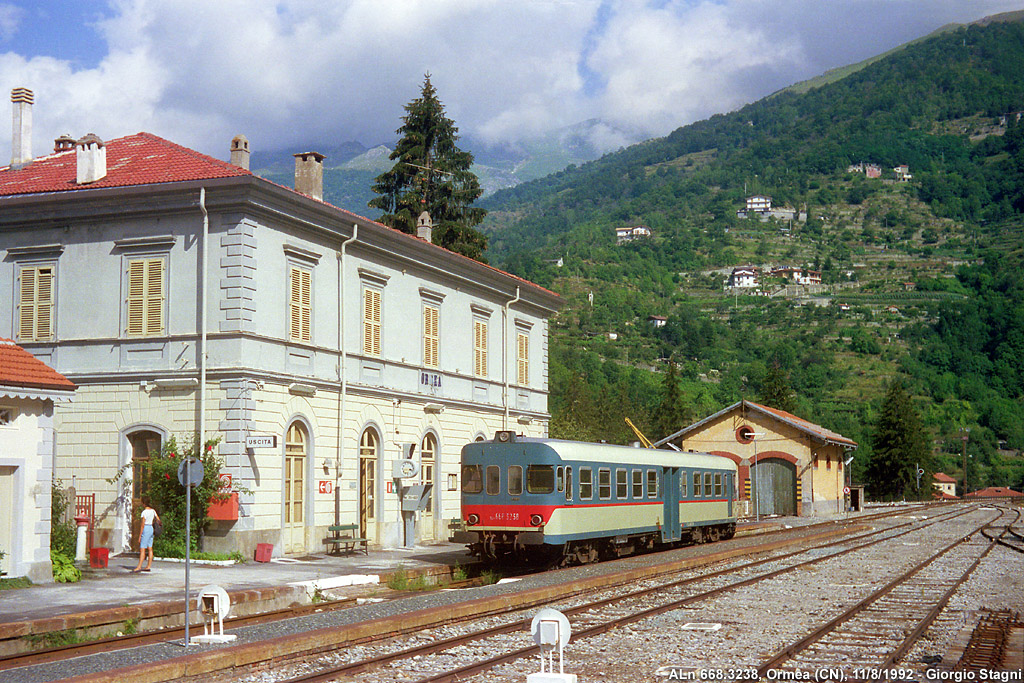
Bahnhof von Ormea

Das Gebiet war vor der römischen Herrschaft einst von den Vagienni-Ligurern bewohnt und erlebte in der ersten Hälfte des 10. Jahrhunderts eine sarazenische Präsenz, von der noch einige Spuren vorhanden sind. Es war Teil des Marquisats von Ceva und dann des Herzogtums des Königreichs Savoyen. 
Ormea wurde 1794 von französischen Truppen besetzt. Anschließend wurden die imposanten Bastionen der Burg gesprengt und die große Wollmühle, die auf Geheiß des Marquis von Ormea, Carlo Vincenzo Ferrero, Minister und später Großkanzler während der Herrschaft von Carlo Emanuele III., im höchsten Teil des Dorfes errichtet worden war, zerstört von Savoyen.
Mit dem Bau der Eisenbahn erlebte Ormea am Ende des 19. Jahrhunderts eine Zeit intensiver wirtschaftlicher, sozialer und touristischer Entwicklung. Der wichtigste lokale Wirtschaftszweig war ein Jahrhundert lang die Papierfabrik, die sich auf die Herstellung von Fein- und Feinstpapier spezialisiert hatte und vor einigen Jahren geschlossen wurde. Heute basiert die lokale Wirtschaft auf zahlreichen Handels-, Handwerks-, Gastgewerbe- und Restaurantaktivitäten, die über das riesige Gemeindegebiet verteilt sind, zu dem auch eine bedeutende Industrietätigkeit der Abfüllung von Mineralwässern und der Herstellung von Erfrischungsgetränken durch das Unternehmen San Bernardo gehört.

## Tourismus
Ormea ist ein Etappenort am 'roten Weg' des alle acht Alpenstaaten passierenden Fernwanderweges  Via Alpina.  Im zu Ormea gehörenden Ortsteil Viozene endet der piemontesische Fernwanderweg Grande Traversata delle Alpi.